# Sam Weiss
Samuel Weiss  (New York, 1 september 1910 - 18 december 1977) was een Amerikaanse jazzdrummer.

## Biografie
Sam Weiss, oudste broer van de jazzbassist Sid Weiss, werkte vanaf begin jaren 1930 in New York met jazzmuzikanten als Gene Kardos (met wie in 1931 de eerste opnamen ontstonden), met Louis Armstrong, Adrian Rollini, Wingy Manone, Miff Mole, Artie Shaw, Benny Goodman, Tommy Dorsey, Paul Whiteman, Louis Prima, Casper Reardon, Erskine Butterfield, Jan Savitt, Johnny Guarnieri, Claude Thornhill en Erskine Hawkins. Na zijn verhuizing naar Californië in 1945 leidde Weiss een eigen orkest en was hij werkzaam als freelance muzikant, onder andere met sterren als Billy Eckstine, Paula Watson (You Broke Your Promise, #2 r&b-charts 1949) en voor de televisie, ook in 1931 en 1959 in The Jack Benny Program. De discograaf Tom Lord noemde zijn betrokkenheid tussen 1931 en 1959 bij 122 opnamesessies.

## Overlijden
Sam Weiss overleed in december 1977 op 67-jarige leeftijd.
- Bibliothèque nationale de France: cb147862117 (data)
- Library of Congress Control Number: n85273913
- Virtual International Authority File: 67918082
- WorldCat: E39PBJp64tKKPjgXKj8b8CMXVC